# Niewlino (jezioro w województwie lubuskim)
Niewlino – jezioro w woj. lubuskim, w powiecie strzelecko-drezdeneckim, w gminie Drezdenko, leżące na terenie Kotliny Gorzowskiej.

## Dane morfometryczne
Powierzchnia zwierciadła wody wynosi 12,5 ha.
Zwierciadło wody położone jest na wysokości 38,6 m n.p.m.

## Hydronimia
Według urzędowego spisu opracowanego przez Komisję Nazw Miejscowości i Obiektów Fizjograficznych (KNMiOF) nazwa tego jeziora to Niewlino. W różnych publikacjach i na mapach topograficznych wymieniana jest też oboczna nazwa tego jeziora – Wanda.